# Venedocia
Venedocia és una població dels Estats Units a l'estat d'Ohio. Segons el cens del 2000 tenia 160 habitants.

## Demografia
Segons el cens del 2000, Venedocia tenia 160 habitants, 59 habitatges, i 43 famílies. La densitat de població era de 475,2 habitants per km².
Dels 59 habitatges en un 40,7% hi vivien nens de menys de 18 anys, en un 57,6% hi vivien parelles casades, en un 13,6% dones solteres, i en un 27,1% no eren unitats familiars. En el 23,7% dels habitatges hi vivien persones soles el 13,6% de les quals corresponia a persones de 65 anys o més que vivien soles. El nombre mitjà de persones vivint en cada habitatge era de 2,71 i el nombre mitjà de persones que vivien en cada família era de 3,12.
Per edats la població es repartia de la següent manera: un 27,5% tenia menys de 18 anys, un 8,1% entre 18 i 24, un 28,8% entre 25 i 44, un 17,5% de 45 a 60 i un 18,1% 65 anys o més.
L'edat mediana era de 40 anys. Per cada 100 dones de 18 o més anys hi havia 78,5 homes.
La renda mediana per habitatge era de 31.250 $ i la renda mediana per família de 41.250 $. Els homes tenien una renda mediana de 26.667 $ mentre que les dones 20.000 $. La renda per capita de la població era d'11.761 $. Aproximadament el 10% de les famílies i el 13% de la població estaven per davall del llindar de pobresa.

## Poblacions més properes
El següent diagrama mostra les poblacions més properes.